# 西原清顕
西原 清顕（さいばら きよあき、1884年12月12日 - 1972年10月18日）はアメリカで農場経営者となった人物。

## 経歴
1884年（明治17年）12月12日、高知県高知市新田淵（現在の桜井町）で元同志社社長で衆議院議員の西原清東の長男として生まれた。1902年（明治35年）東京築地立教中学卒業、第七高等学校に合格したが父親に呼ばれ渡米。父と一緒に米作りをする。戦前は東南テキサス日本人会長をしていたため開戦時拘束されたが、「米は武器、その専門家を捕まえて米を腐らせるのか」との名言を残し釈放される。
1957年（昭和32年）母方のはとこの婚姻に合わせ一時帰国、日本からの移民に対する後援の功により勲五等瑞宝章を受ける。吉田茂の計らいで同年9月6日に昭和天皇に単独拝謁。お言葉を賜った。1972年（昭和47年）10月18日老衰で没。87歳だった。

## 備考
- テキサス州で米国市民権を得た最初の日本の人だった。
- 米作遺産はテキサス州サンアントニオのテキサス文化会館に展示されている。

## 参考資料
『土佐市の先人たち』（土佐市の先人たち刊行委員会、2005年）